# Charles Smith (cestista 1975)
Charles Cornelius Smith (Fort Worth, 22 agosto 1975) è un ex cestista statunitense.

## Carriera
Al termine del quadriennio trascorso presso la University of New Mexico, viene selezionato dai Miami Heat al primo giro del draft NBA 1997 con la 26ª scelta assoluta. La sua permanenza in Florida tuttavia è breve, poiché (complice anche un problema alla gamba) riesce a totalizzare solo 11 apparizioni in poco più di tre mesi, con medie di 0,9 punti e 2,9 minuti a partita. Il 19 febbraio 1998, infatti, Smith viene girato ai Los Angeles Clippers in uno scambio che manda in California anche Isaac Austin e una prima scelta futura in cambio di Brent Barry. Con i losangelini trova in parte più spazio, visto che nella restante parte della stagione 1997-1998 i suoi numeri salgono a 4,7 punti e 11,3 minuti di media in 23 gare, mentre nel corso dell'annata successiva mette a referto 3,7 punti e 13,8 minuti di media, anche in questo caso in 23 presenze.
Tagliato prima dell'inizio della NBA 1999-2000, Smith trascorre gran parte di quella stagione con la canotta dei Rockford Lightning, nella lega CBA. Nell'aprile 2000 tuttavia approda in Italia alla Snaidero Udine, che lo ingaggia al posto del tagliato Richie Dalmau in vista dei play-off del campionato di Serie A2. La formazione friulana conquista la promozione nella massima serie eliminando prima Napoli in semifinale e poi Barcellona Pozzo di Gotto in finale, trascinata dai 26,6 punti di media con il 61,7% da due e il 45,9% da tre che Smith fa registrare nelle sette partite di play-off disputate. Nell'agosto 2000 il giocatore decide di continuare la sua parentesi a Udine firmando un rinnovo biennale. Anche in Serie A1 si conferma il miglior realizzatore della squadra, tanto da chiudere la regular season con la terza miglior media punti del campionato (24,1) dietro solo a Vincenzo Esposito e Gianmarco Pozzecco, mentre la squadra si classifica al settimo posto nonostante fosse una neopromossa.
Le sue prestazioni in Italia attirano l'interesse dei San Antonio Spurs, che lo ingaggiano nell'estate 2001. Con i texani trascorre la stagione 2001-2002, nella quale gioca 60 partite e viaggia a 7,4 punti in 19,0 minuti di utilizzo medio. Il 5 agosto 2002 viene scambiato ai Portland Trail Blazers insieme ai compagni di squadra Antonio Daniels e Amal McCaskill, mentre gli Spurs ricevono Steve Kerr, Erick Barkley e una futura scelta al secondo giro del draft. La sua stagione 2002-2003 con i Blazers è però condizionata da un problema fisico individuato già ai tempi di San Antonio, quando il medico sociale gli diagnostica una malattia degenerativa all'anca sinistra che secondo lui non gli avrebbe più permesso di giocare. In quell'annata a Portland, Smith disputa solo tre partite.
Comincia la stagione 2003-2004 in Grecia al Makedonikos, ma nell'ottobre 2003 si accorda con la FuturVirtus, squadra destinata a diventare la nuova Virtus Bologna al posto della vecchia società che era stata radiata. I bianconeri, che militano in Legadue grazie al titolo sportivo del Progresso Castelmaggiore, nonostante i 24,1 punti a partita segnati da Smith (saliti a 24,9 nei play-off) non riescono però a centrare la promozione, eliminati in finale da Jesi.
Smith torna comunque a calcare i parquet della Serie A nel 2004-2005, tesserato dalla Scavolini Pesaro con un contratto annuale. Oltre ai 19,6 punti di media messi a segno in campionato, riesce a vincere l'Alphonso Ford Trophy come miglior realizzatore della regular season di Eurolega grazie ai suoi 22,2 punti a partita realizzati in quell'edizione della massima competizione continentale.
In vista della stagione 2005-2006 inizia una nuova parentesi ai Portland Trail Blazers in NBA. In 22 partite gioca 9,5 minuti e segna 3,6 punti a gara, poi il 23 febbraio 2006 entra in uno scambio multiplo che coinvolge quattro squadre, finendo ai Denver Nuggets che pochi giorni più tardi lo tagliano. Termina la stagione in Turchia, all'Efes Pilsen, con cui vince la Coppa di Turchia.
Nel corso dell'estate 2006 si unisce al Real Madrid, squadra in cui finisce per rimanere per un biennio. Durante la prima delle due stagioni con i "Blancos", Smith contribuisce sia alla vittoria del campionato spagnolo che dell'ULEB Cup, competizione quest'ultima in cui viene anche nominato MVP delle finali.
Tra il 2008 e il 2010 torna a vestire i colori dell'Efes Pilsen. In questo periodo Smith viene nominato MVP delle finali del campionato turco 2009, le quali vengono vinte proprio dalla sua squadra. La stagione 2010-2011 la trascorre invece alla Virtus Roma, parentesi in cui il suo apporto (11,0 punti a gara) viene però talvolta criticato dal pubblico. Trentaseienne, dopo l'esperienza romana Smith è in trattativa con i turchi del Beşiktaş allenati da Ergin Ataman, già suo tecnico all'Efes, ma la dirigenza bianconera decide di non portare a termine il trasferimento.

## Statistiche

### College
| Anno      | Squadra          | PG  | PT  | MP   | TC%  | 3P%  | TL%  | RP  | AP  | PRP | SP  | PP   |
| --------- | ---------------- | --- | --- | ---- | ---- | ---- | ---- | --- | --- | --- | --- | ---- |
| 1993-1994 | New Mexico Lobos | 31  | 31  | 25,8 | 41,7 | 33,6 | 60,8 | 3,6 | 2,2 | 0,9 | 0,6 | 10,1 |
| 1994-1995 | New Mexico Lobos | 29  | 29  | 32,0 | 45,0 | 26,7 | 66,7 | 4,4 | 3,3 | 1,2 | 0,6 | 15,9 |
| 1995-1996 | New Mexico Lobos | 33  | 33  | 32,8 | 46,0 | 36,7 | 81,1 | 4,6 | 3,1 | 2,0 | 0,9 | 19,5 |
| 1996-1997 | New Mexico Lobos | 33  | 33  | 29,5 | 45,7 | 36,8 | 74,8 | 5,5 | 2,8 | 1,5 | 0,8 | 17,5 |
| Carriera  | Carriera         | 126 | 126 | 30,0 | 44,9 | 34,2 | 73,1 | 4,6 | 2,8 | 1,4 | 0,8 | 15,8 |

### NBA

#### Regular Season
| Anno      | Squadra             | PG  | PT | MP   | TC%  | 3P%  | TL%  | RP  | AP  | PRP | SP  | PP  |
| --------- | ------------------- | --- | -- | ---- | ---- | ---- | ---- | --- | --- | --- | --- | --- |
| 1997-1998 | Miami Heat          | 11  | 0  | 2,9  | 22,2 | 33,3 | 50,0 | 0,7 | 0,2 | 0,2 | 0,1 | 0,9 |
| 1997-1998 | L.A. Clippers       | 23  | 0  | 11,3 | 42,1 | 31,8 | 55,6 | 0,8 | 0,8 | 0,4 | 0,2 | 4,7 |
| 1998-1999 | L.A. Clippers       | 23  | 10 | 13,8 | 36,1 | 21,2 | 43,8 | 1,0 | 0,6 | 0,7 | 0,6 | 3,7 |
| 2001-2002 | San Antonio Spurs   | 60  | 22 | 19,0 | 42,5 | 26,7 | 64,6 | 2,2 | 1,3 | 0,9 | 0,7 | 7,4 |
| 2002-2003 | Portland T. Blazers | 3   | 0  | 4,3  | 25,0 | 0,0  | 75,0 | 0,0 | 0,3 | 0,3 | 0,0 | 1,7 |
| 2005-2006 | Portland T. Blazers | 21  | 4  | 9,9  | 42,3 | 40,5 | 62,5 | 0,8 | 0,4 | 0,2 | 0,3 | 3,8 |
| 2005-2006 | Denver Nuggets      | 1   | 0  | 2,0  | 0,0  | 0,0  | -    | 0,0 | 0,0 | 0,0 | 0,0 | 0,0 |
| Carriera  | Carriera            | 142 | 36 | 13,9 | 40,9 | 28,8 | 60,6 | 1,4 | 0,9 | 0,6 | 0,5 | 5,1 |

#### Playoffs
| Anno     | Squadra           | PG | PT | MP  | TC%  | 3P% | TL%  | RP  | AP  | PRP | SP  | PP  |
| -------- | ----------------- | -- | -- | --- | ---- | --- | ---- | --- | --- | --- | --- | --- |
| 2002     | San Antonio Spurs | 4  | 0  | 4,8 | 66,7 | -   | 50,0 | 0,8 | 0,5 | 0,5 | 0,3 | 1,3 |
| Carriera | Carriera          | 4  | 0  | 4,8 | 66,7 | -   | 50,0 | 0,8 | 0,5 | 0,5 | 0,3 | 1,3 |

### Eurolega
| Anno      | Squadra      | PG | PT | MP   | TC%  | 3P%  | TL%  | RP  | AP  | PRP | SP  | PP    |
| --------- | ------------ | -- | -- | ---- | ---- | ---- | ---- | --- | --- | --- | --- | ----- |
| 2004-2005 | V.L. Pesaro  | 20 | 19 | 34,5 | 43,6 | 38,7 | 77,0 | 3,1 | 2,2 | 2,5 | 0,6 | 20,6* |
| 2007-2008 | Real Madrid  | 20 | 8  | 21,1 | 42,9 | 37,1 | 78,9 | 2,5 | 1,4 | 1,5 | 0,2 | 10,0  |
| 2008-2009 | Anadolu Efes | 10 | 8  | 26,9 | 39,2 | 28,6 | 78,6 | 3,2 | 1,6 | 2,2 | 0,8 | 12,0  |
| 2009-2010 | Anadolu Efes | 16 | 9  | 26,6 | 46,9 | 34,8 | 71,4 | 2,6 | 2,0 | 1,9 | 0,4 | 12,6  |
| 2010-2011 | Virtus Roma  | 13 | 4  | 24,1 | 30,9 | 27,7 | 50,0 | 1,8 | 1,5 | 1,8 | 0,5 | 6,4   |
| Carriera  | Carriera     | 79 | 48 | 26,8 | 42,1 | 34,9 | 74,8 | 2,6 | 1,8 | 2,0 | 0,5 | 12,9  |

## Palmarès

### Squadra
- Campionato spagnolo: 1

Real Madrid: 2006-07
- ULEB Cup: 1

Real Madrid: 2006-07
- Campionato turco: 1

Efes Pilsen: 2008-09
- Coppa di Turchia: 2

Efes Pilsen: 2005-06, 2008-09
- Coppa del Presidente: 1

Efes Pilsen: 2009

### Individuale
- CBA Newcomer of the Year (2000)
- All-CBA Second Team (2000)
- Alphonso Ford Trophy: 1

Pesaro: 2004-05
- All-Euroleague Second Team: 1

Pesaro: 2004-05
- MVP finals ULEB Cup: 1

Real Madrid: 2006-07
- MVP Finale Campionato di Turchia: 1

Efes Pilsen: 2009